# Албанське князівство
Албанське князівство (алб. Principata e Shqipërisë або Shteti Shqiptar) — недовготривала монархія в Албанії на чолі з князем Вільгельмом, яка існувала після Першої світової війни, до скасування монархії в 1925 році, коли була проголошена Албанська республіка.

## Утворення
Князівство було створене 21 лютого 1914 року. Албанія перебувала у складі Османської імперії з 1478 року до підписання Лондонського договору в травні 1913 р., коли великі держави визнали незалежність Албанії. Великі держави обрали принца Вільгельма цу Віда, небожа королеви Єлизавети Румунської на престол незалежної Албанії. Офіційна пропозиція була зроблена 18 албанськими делегатами, що представляли 18 районів Албанії 21 лютого 1914, яку він прийняв. За межами Албанії Вільгельм був відомий як князь, але в Албанії його оголосили Mbret (король), щоб не бути нижче за короля Чорногорії.
Принц Вільгельм прибув до Албанії в тимчасову столицю Дуррес 7 березня 1914, разом з королівською родиною. Безпеку забезпечувала Міжнародна жандармерія під командуванням голландських офіцерів. Вільгельм залишив Албанію 3 вересня 1914 після початку пан-ісламського повстання на чолі з Есад Пашою, пізніше з Хаджі Камілом військовим головнокомандувачем Ісламського Емірату Албанія з центром у Тирані. Проте Вільгельм ніколи не відмовлявся від своїх претензій на трон.

## Перша світова війна
Перша світова війна перервала діяльність уряду Албанії, країна була розділена на ряд регіональних урядів. Політичний хаос охопив Албанію після початку Першої світової війни. Оточений повстанцями в Дурресі, принц Вільгельм залишив країну у вересні 1914 року, всього за шість місяців після прибуття, а потім вступив у німецьку армію і служив на Східному фронті. Албанський народ розколовся за релігійними і племінними ознаками після від'їзду князя. Мусульмани вимагали князя-мусульманина і дивилися на Туреччину як на захисника привілеїв, якими вони користувалися, тому багато беків і кланових вождів не визнавали національного уряду. Наприкінці жовтня 1914 року, грецькі війська увійшли до Албанії згідно з протоколом Корфу й заснували Автономну Республіку Північного Епіру. Італія окупувала Вльоре, Австро-Угорські та болгарські війська пізніше зайняли близько двох третин країни.

## Повоєнна Албанія
Повоєнна Албанія не мала єдиного визнаного уряду, і албанці обґрунтувано непокоїлись, що Італія, Югославія та Греція мали намір розкраяти Албанію. Італійські війська контролювали албанську політичну діяльності на окупованих теренах. Югослави, прагнули отримати північ Албанії, греки прагнули отримати південь Албанії.
Делегація повоєнної Албанської національної асамблеї, що зустрілися в Дурресі в грудні 1918, намагалася захистити інтереси Албанії на Паризькій мирній конференції, але делегація не була визнана офіційним представником Албанії. Франція, Велика Британія та Греція домовилися про поділ Албанії між Югославією, Італією та Грецією. Угода була укладена за спиною албанців і у відсутність на переговорах представників США. Національні збори, бажаючи зберегти цілісність Албанії, висловили готовність прийняти італійській протекторат і навіть італійського князя, як правителя.
Делегати Другої Албанської національної асамблеї, що відбулася в Люшні в січні 1920 року відхилили план розкраяння і попередили, що албанці будуть зі зброєю в руках захищати незалежність країни і її територіальну цілісність.
За місяць, в березні 1920, президент США Вудро Вільсон втрутився, заблокувавши Паризьку угоду. Сполучені Штати підкреслили свою підтримку незалежності Албанії шляхом визнання офіційного представника Албанії у Вашингтоні, і 17 грудня 1920 Ліга Націй визнала суверенітет Албанії, визнавши його як повноправного члена. Проте кордони країни, залишилися невизначеними.
Новий уряд Албанії розпочав кампанію по припиненню окупації Італією країни і закликав селян переслідувати італійські війська. У вересні 1920 року, після Вльорської битви, коли італійські загарбники у Вльорі були обложені албанськими військами, Рим відмовився від своїх претензій на Албанію, що випливали з Лондонського договору і вивів свої війська з Албанії за винятком острову Сазані в гирлі Вльорської бухти.

## Республіка Мірдіта
Югославія продовжила окупацію терену, зіткнувшись зі спротивом тубільців, Белград підтримав клан Гег, під проводом Джон Маркаджоні (Gjon Markagjoni), який підняв своє римо-католицьке плем'я проти регентства та парламенту. Маркаджон проголосив створення незалежної «Республіки Мірдіта».
У листопаді 1921, Югославія ввела війська на терен новоствореної республіки. Ліга Націй, спрямувала комісію у складі представників Великої Британії, Франції, Італії та Японії, які підтвердили кордони Албанії станом на 1913 рік. Югославія була змушена вивести свої війська. Республіка Мірдіта була скасована.

## Політична ситуація
У повоєнній Албанії уряди з'являлися і зникали у швидкій послідовності. З липня по грудень 1921 тільки прем'єри змінювалися п'ять разів.
П'ять сесій Люшенського конгресу було проведено з 27 січня по 31 січня 1920 року в Люшні, албанськими націоналістами і мало на меті вивчення ситуації в Албанії та потрібні заходи за для запобігання розкраяння Албанії. Акіф Паша Ельбасан був обраний речником Конгресу. Було створено Верховну Раду (Këshillin Kombëtar), Національну раду (Këshillin Kombëtar), і перенесено столицю з Люшні в Тирану.